# Coleophora leucopodella
Coleophora leucopodella é uma espécie de mariposa do gênero Coleophora pertencente à família Coleophoridae.